# ハビエル・オルテガ・デシオ
ハビエル・オルテガ・デシオ（Javier Ortega Desio、1990年6月14日 - ）は、スーパーラグビーハグアレスに所属するラグビーユニオン選手。

## プロフィール
- アルゼンチン・パラナ出身。
- ポジションはフランカー(FL)。
- 身長 193cm、体重 110kg
- U20アルゼンチン代表に選ばれたことがある[1]。
- アルゼンチン代表キャップは57（2020年5月現在）でラグビーワールドカップ2015・ラグビーワールドカップ2019のアルゼンチン代表に選ばれた[2]。
- 7人制アルゼンチン代表に選ばれたことがある。

## 略歴
パンパスXVを経て、2016年、ハグアレスに加入。